# 路德维希·沃尔夫

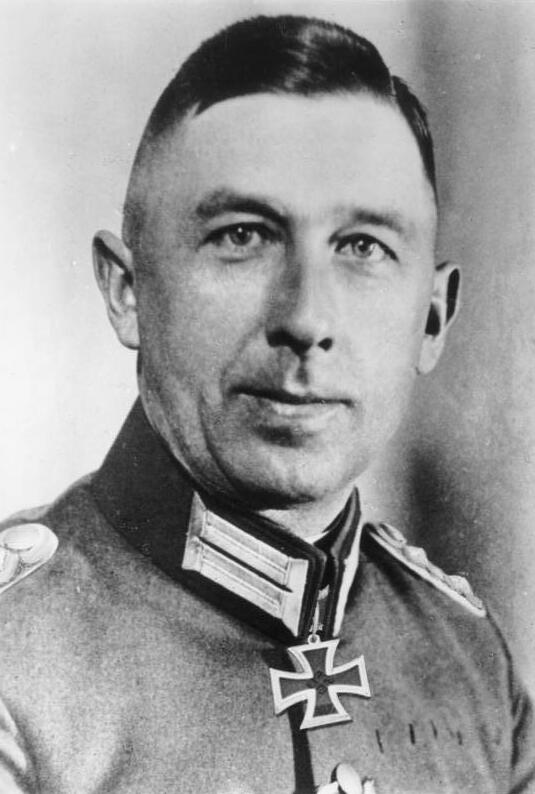
路德维希·沃尔夫

路德维希·沃尔夫（1893年4月3日 - 1968年11月9日）是第二次世界大战期间纳粹德国德意志國防軍的一名将军，曾指挥XXXIII军团以及第22步兵師。他曾獲頒騎士鐵十字勳章。